# War Thunder
War Thunder is een gratis te spelen computerspel met voertuigen, ontwikkeld en uitgegeven door Gaijin Entertainment. Het actie- en simulatiespel werd aangekondigd in 2011 en is uitgebracht in november 2012 als een open bèta, die in januari 2013 wereldwijd beschikbaar kwam. Een officiële versie is gepubliceerd op 21 december 2016 voor Windows, macOS, Linux, PlayStation 4, Xbox One, PlayStation 5, Xbox Series,en de Shield Android TV.
Het spel won enkele prijzen, waaronder die van Beste Simulatiespel tijdens Gamescom in 2013. Het spel was in 2019 met ruim 25.000 gelijktijdige spelers een van de meest gespeelde spellen op Steam.

## Voertuigen
In War Thunder zijn er op dit punt al meer dan 2000 voertuigen die bestuurd kunnen worden door de speler. Deze voertuigen die de spelers kunnen besturen zijn tanks, vliegtuigen, helikopters en boten. Met voertuigen van 10 verschillende landen is er ook veel variatie.

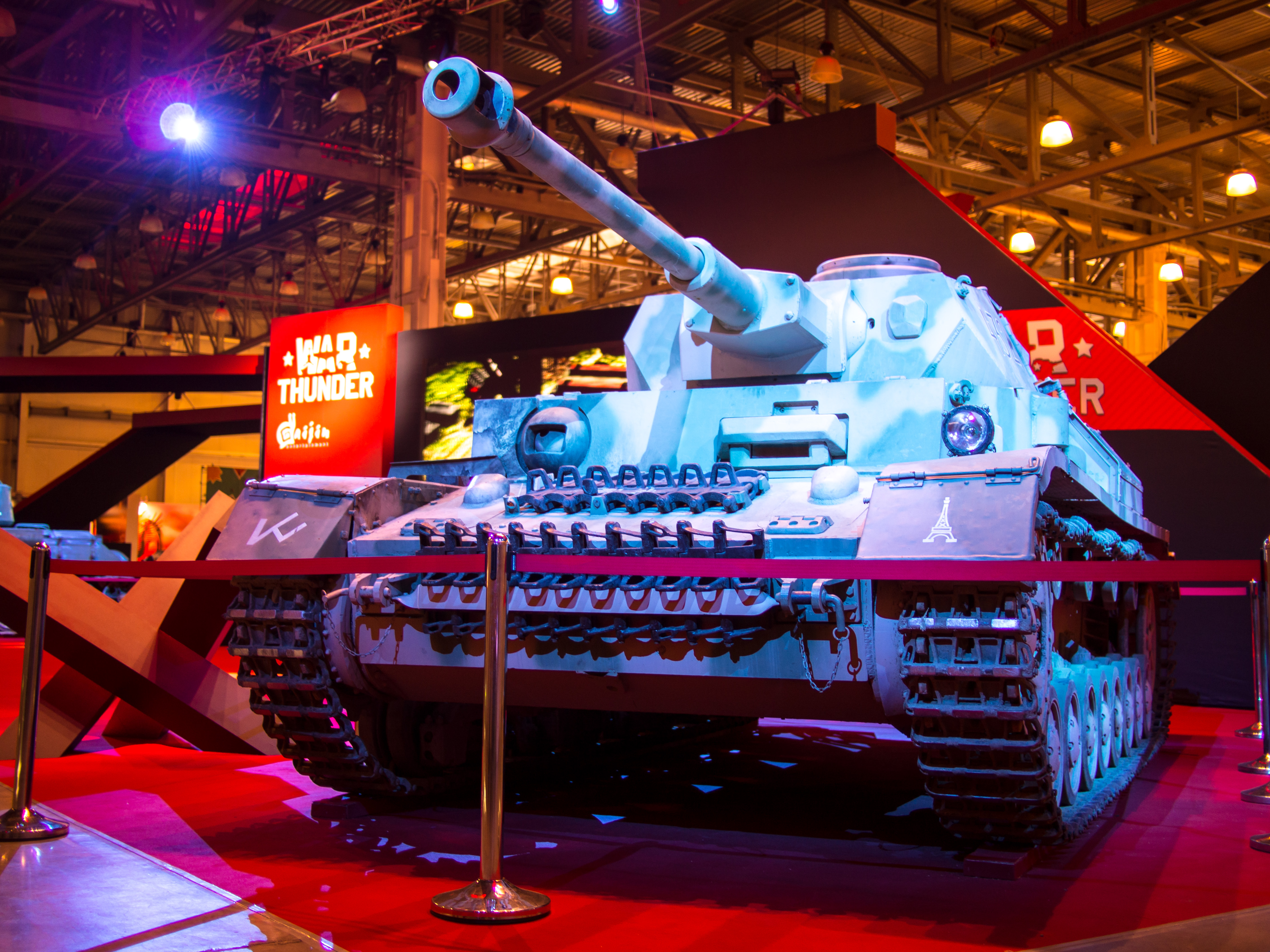
Promotie van het spel tijdens een expo.

## Ontvangst
Het spel werd overwegend positief ontvangen en heeft op Metacritic, een recensieverzamelaar, scores van 81% (pc-versie), 76% (PS4) en 80% (Xbox One). In recensies prees men de graphics en variatie in gevechtsvliegtuigen. Enige kritiek was er op de gebruikersinterface.